# バンベルク - ホーフ線
バンベルク - ホーフ線 (バンベルク - ホーフせん、ドイツ語: Bahnstrecke Bamberg–Hof) はドイツ連邦共和国バイエルン州のバンベルクとホーフを結ぶ幹線鉄道路線である。主要駅はリヒテンフェルス駅、クルムバッハ駅、ノイエンマルクト＝ヴィルスベルク駅、ミュンヒベルク駅である。ドイツ再統一の交通プロジェクト8号によってニュルンベルク - エアフルト高速線はバンベルク - エーベンスフェルト区間でこの路線と並んで伸びる。

## 沿線概況
列車はバンベルク駅を出発すると、ロッテンドルフ方面の幹線鉄道がすぐ分岐する。過去にはシェースリツ方面の線路もバンベルク駅から分岐した。左側にバンベルク - ヴュルツブルク線の三角線が分岐し、その後この路線は自動車道A70の下を横切る。列車はハルシュタットを通過し、国道4号と平行に走行してブライテンギュースバッハ駅に到着する。その駅からエベルン方面の支線鉄道とディータースドルフ方面の旧線は分岐する。列車は高速線と自動車道A73の下を順番の通り横断して、マイン川と平行に走行する。この路線はエーベンスフェルトまで高速線と線路を共有する。高速線が分岐する後で列車はバート・シュタフェルシュタインを経て、リヒテンフェルス駅に至る。そこでコブルク方面のヴェラー鉄道が分岐する。
この路線はリヒテンフェルスからマインロイスまでマイン川を沿って続く。ホッホシュタット＝マルクトツォイルン駅でフランケンヴァルト線はルートヴィクスシュタットとザールフェルトの方向で分岐する。クルムバッハ駅では1993年までバイロイト方面の地方鉄道がこの路線と接続した。列車はウンターシュタイナッハとルートヴィヒショルガーストを経由してノイエンマルクト＝ヴィルスベルク駅に到着する。過去にはこの駅に自体の扇形庫施設 (Bahnbetriebswerk) があったが、現在ドイツ蒸気機関車の博物館になっている。
列車はノイエンマルクト＝ヴィルスベルク駅を離れると、すぐバイロイト方面の線路は分岐しシュロェメン三角線 (Schlömener Kurve) がこの路線と合流する。その後列車は急勾配の傾斜地平面 (Schiefe Ebene) を登りマルクトショルガースト駅を経由し、シュタムバッハまで単線区間を通過する。この路線はミュンヒベルクとシュヴァルツェンバッハの向かいに続き、レーゲンスブルクとヘプ方面の路線と合流して、オーバーコツァウ駅に至る。列車はモシェンドルフでザーレ川を渡り、終点のホーフ中央駅に到着する。

## 歴史

### バイエルン王立鉄道
バンベルク - ホーフ線はルトヴィヒ南北鉄道の一部として建設された。ニュルンベルク - バンベルク区間を含めてこの区間の王立建設委員会 (königliche Eisenbahnbau-Kommission) は1841年ニュルンベルクで結成され、土地買収は翌年に始まった。鉄道工事は1843年始まって、遅れた工事開始の理由はで緩慢な勾配できる限り多い地域を連結する路線の選定であった。その一環としてフィヒテル山地での平均傾斜率23 ‰の傾斜地平面 (Schiefe Ebene) を買わねばならなかった。1846年か2月ら1848年11月までバイエルン王立鉄道はこの区間を3段階にかけて開通した。 
1880年ホーフ駅は移転し、既存の頭端式駅 (Kopfbahnhof) は廃止され単式と島式の複合ホームが現在の位置に新設された。二番目の線路は1891年初めは単線だった全区間に追加された。

### ドイツ国営鉄道
1939年5月10日バンベルク - ザールフェルト区間の電気運転がフランケンヴァルト線の経由で実現できた。

### ドイツ連邦鉄道
1960年代にマルクトショアガースト - シュタムバッハ区間は少ない運送量のため単線化された。
1992年ドイツ連邦交通計画でバンベルク - エーベンスフェルト区間の複々線の改修などが検証された。1993年中期に立てられた国道計画案でニュルンベルク - エーベンスフェルトの複々線改修は一番低い費用の案件として決定された。

### ドイツ鉄道
1996年4月にバンベルク - ツァプフェンドルフ間に関する建設計画承認手続き（Planfeststellungsverfahren）がすでに導入されたが、同年11月公聴会の報告書が作成された後に中止された。2015年7月30日にハルシュタット第23工区およびツァプフェンドルフ第24工区の改良区間工事計画が確定されて、2016年1月11日から同年9月4日までバンバルク - リヒテンフェルス区間は完全に封鎖された。そのときブライテンギュースバッハ - エーベンスフェルト区間の四つの停車場の乗降場は55 cmの高さで改修された。エレベーターの設置は別々に考慮され、2017年エレベーターは作動された。また、ハルトマンシュタット - ブライテンギュースバッハ間の高速線追加工事は2019年初めに開始されて、2022年4月16日に予定より1年早く完了した。

## 運行形態
2017年12月までベルリン - ミュンヘン区間のICE列車は1時間間隔でバンベルク - ホッホシュタット＝マルクトツォイルン区間を経由した。現在はライプツィヒ - カールスルーエ間IC列車は一日一往復でこの路線を経由している。高速線の開通後もこの路線を経由するICE路線とIC路線は残っている。現在高速線を経由するICE列車とRE19列車はバンベルク駅のみに停車する。
- ICE: リヒテンフェルス - バンベルク - ニュルンベルク - ミュンヘン。一日一回で平日のみ。
- IC 17: ウィーン - ニュルンベルク - バンベルク - リヒテンフェルス - イェナー - ヴァルネーミュンデ。一日一往復。
- IC 61: カールスルーエ - シュトゥットガルト - アーレン - ニュルンベルク - バンベルク - リヒテンフェルス - イェナー - ライプツィヒ。120分ごとに運行。

この路線はニュルンベルク広域運輸連合 (Verkerhsverbund Großraum Nürnberg, VGN) の運賃制適用区域である。
- 快速列車 (RE 14) : ニュルンベルク - エアランゲン - バンバルク - ブライテンギュースバッハ - バート・シュタフェルシュタイン - リヒテンフェルス - クローナッハ - ザールフェルト。60分間隔[9]。使用車両はDB1462形電車。
- 快速列車 (RE 28) : ニュルンベルク - エアランゲン - バンバルク - ブライテンギュースバッハ - バート・シュタフェルシュタイン - リヒテンフェルス - コーブルク。120分間隔。使用車両はRE14と同じ。リヒテンフェルス駅でRE14列車と分割・併結される場合もある。
- 快速列車 (RE 30) : ニュルンベルク - ペグニッツ - バイロイト - ミュンヒベルク - ホーフ。120分間隔[11]。使用車両はDB612形気動車。
- 快速列車 (RE 32/RE 35) : コーブルク / バンベルク - リヒテンフェルス - ホッホシュタット＝マルクトツォイルン - ブルククンシュタット - クルムバッハ - ノイエンマルクト＝ヴィルスベルク - バイロイト (- ニュルンベルク) / ホーフ。120分間隔[11]。使用車両はDB612形気動車。
- 快速列車 (RE 38) : バンベルク - バートシュタフェルシュタイン - リヒテンフェルス - ホッホシュタット＝マルクトツォイルン - ブルククンシュタット - クルムバッハ - ウンターシュタイナー - ノイエンマルクト＝ヴィルスベルク - バイロイト - ペグニッツ - ニュルンベルク。120分間隔[11]。使用車両はDB641形。
- 普通列車 (RB 24) : コーブルク - リヒテンフェルス - ホッホシュタット＝マルクトツォイルン - ブルククンシュタット - マインロート - マインロイス - クルムバッハ - ウンターシュタイナッハ - ルートヴィヒショルガースト - ノイエンマルクト＝ヴィルスベルク - バイロイト。アギリス鉄道運営。60分間隔[12]。使用車両はレギオシャトルRS1。
- 普通列車 (RB 25) : バンベルク - ハルシュタット - ブライテンギュースバッハ - エービング - ツァプフェンドルフ - エーベンスフェルト - バート・シュタフェルシュタイン - リヒテンフェルス - ミシェラウ - ホッホシュタット＝マルクトツォイルン - クローナッハ。60分間隔。使用車両はDB442形電車あるいは1462形電車。
- 普通列車 (RB 26) : バンベルク - ハルシュタット - ブライテンギュースバッハ - エーバーン。アギリス鉄道運営。60分間隔[13]。使用車両はレギオシャトルRS1。
- 普通列車 (RB 98) : ヘルムブレヒツ - ミュンヒベルク - ゾイルビッツ - フォェルバッハ - シュヴァルツェンバッハ - オーバーコツァウ - ホーフ。アギリス鉄道運営。120分間隔[14]。使用車両はRB24と同じ。
- 普通列車 (RB 99) : ノイエンマルクト＝ヴィルスベルク - マルクトショルガースト - シュタムバッハ - ミュンヒベルク - ゾイルビッツ - フォェルバッハ - シュヴァルツェンバッハ - オーバーコツァウ - ホーフ - ノイホーフ。アギリス鉄道運営。120分間隔[14]。使用車両はRB24と同じ。